# 白河 (斋河)
白河'：也称小白河，位于中华人民共和国云南省文山壮族苗族自治州马关县东南部，是斋河右岸支流，发源于县城马白镇东南的马鞍山村，东南流至都龙镇大寨村委会老寨村小组西北转西南流，至金厂镇麻栗山中越边境处汇入斋河。河长49.8千米，落差1410米，中国境内流域面积404.4平方千米。年均径流量3.82亿立方米。白河上游多岩溶丘陵，建有马鞍山水库；中下游为中低山峡谷，河流深切。中游锡矿为超大型多金属矿床，铟储量丰富。